# Mustanina
Koordinaten: 59° 21′ N, 27° 44′ O
Mustanina ist ein Dorf (estnisch küla) in der Stadtgemeinde Narva-Jõesuu (bis 2017 Landgemeinde Vaivara). Es liegt im Kreis Ida-Viru (Ost-Wierland) im Nordosten Estlands.

## Beschreibung
Das Dorf hat 29 Einwohner (Stand 1. Januar 2012). Es liegt sechs Kilometer südlich von Sillamäe.
Durch das Ortsgebiet fließt der Fluss Sõtke (Sõtke jõgi). Mitte des 19. Jahrhunderts ließ das Gut von Türsamäe die Moore um Mustanina durch Kanäle trockenlegen und landwirtschaftlich nutzen.